# Жан Жозеф Рабеарівелу
Жан Жозеф Рабеарівелу (малаг. Jean-Joseph Rabearivelo, при народженні Жан-Казимир Рабеарівелу; 4 березня 1901 або 1903 — 22 червня 1937) — мадагаскарський письменник і перекладач.

## Біографія
Був побічним сином представниці андріана - доколоніального дворянства. Рано залишивши школу, змінив кілька робіт, поки не влаштувався в місцеву адміністрацію, а потім у видавництво. Був одружений, мав п'ятьох дітей, з яких одна дочка рано померла. Як і його улюблені прокляті поети, Рабеарівелу був п'яницею, наркоманом і розпусником.
В останні роки життя відносини літератора з колоніальною владою зіпсувалися. У 1937 р. його не включили в делегацію, що вирушала на Всесвітню виставку в Париж. Як пише Г. Ш. Чхартішвілі,«поїздка до Франції, країни, яка для Рабеарівелу була казковим Королівством Великої літератури, представлялася нещасному поетові єдиним шансом на порятунок, проривом в інший, чарівний світ». До цього розчарування приєдналася хвороба (ймовірно, туберкульоз). У тому ж році письменник отруївся ціаністим калієм.

## Творчість
Перші надруковані в періодиці твори Рабеарівелу були віршами. У 1924 р. видав першу збірку «Чаша попелу», пройнятий духом декадансу. У збірниках «Сильфи» і «Книги» він відходить від символізму, а з 1931 р. захоплюється сюрреалізмом. Багато часу поет віддав перекладам з мальгаського фольклору на французьку, а європейської лірики — на малагасійську.
Рабеарівелу пробував сили в прозі, його романи присвячені французькій колонізації острова.
У 1935 р. поет написав лібрето для першої Національної опери "Імаітсуанала".